# Cefeida
Cefeida je pulsující proměnná hvězda, jejíž perioda pulsů je přímo závislá na její absolutní magnitudě, tedy i zářivém výkonu. Pulsace způsobuje pravidelné smršťování a rozpínání jejích podpovrchových vrstev. Název byl odvozen od hvězdy Delta Cephei v souhvězdí Cefea. Periody cefeid se pohybují mezi třemi a třiceti dny. Významnou astronomkou zabývající se cefeidami a jejich použitím pro výpočet vzdálenosti z jejich periody pulsace byla Henrietta Swan Leavittová.
Díky výskytu cefeid ve vzdálenostech, které mohou být přesně měřeny paralaxně, byl nalezen spolehlivý empirický vztah mezi periodou pulsů a absolutní svítivostí (tu je možno určit ze známé vzdálenosti). Díky tomu se cefeidy využívají jako tzv. standardní svíčky ke zjišťování vzdáleností galaxií a kulových hvězdokup, protože světelné křivky je možno určovat na vzdálenosti mnohonásobně větší.

## Dělení
Cefeidy můžeme rozdělit na:
- trpasličí typu delta Scuti
- krátkoperiodické typu RR Lyrae
- dlouhoperiodické typu delta Cephei nebo W Virginis

V užším smyslu slova jsou Cefeidami pouze hvězdy typů delta Cephei a W Virginis, případně jen delta Cephei.

## Výpočet vzdálenosti

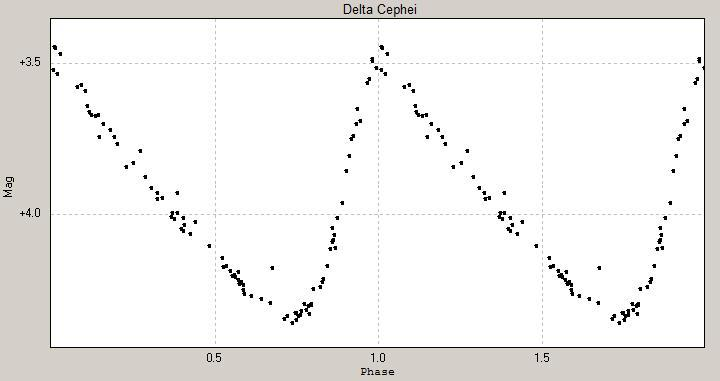
Typická světelná křivka cefeidy, která ji odlišuje od jiných druhů proměnných hvězd. Tato konkrétně patří právě Delta Cephei, vynesena jako závislost magnitudy (kolísající mezi 3,5 a 4,5) na čase (ve dnech).

Střední absolutní magnitudu cefeidy spočítáme podle vztahu
{\displaystyle M_{v}=-2.81\log _{10}{P}-(1.43\pm 0.1)}
kde P je perioda ve dnech a s pomocí změřené zdánlivé magnitudy dostaneme vzdálenost
{\displaystyle d_{[pc]}=10^{\frac {m-M+5}{5}}}